# FTG Pfungstadt
Die Freie Turngemeinde 1900 e. V. Pfungstadt (FTG Pfungstadt) ist ein Sportverein im Süden Pfungstadts. 
Die Vereinsgründung erfolgte am 29. April 1900 durch 25 junge Arbeiter aus dem Umfeld der SPD. Nach den Anfängen im Turnen und in der Leichtathletik ergänzten 1912 eine Fußball- und 1921 eine Handballabteilung den Verein. Durch die Nationalsozialisten wurde der Verein vor dem Zweiten Weltkrieg verboten. Nach 1945 entstand zunächst der noch heute bestehende TSV Pfungstadt. Die FTG selbst wurde erst am 20. Oktober 1956 wiedergegründet. Sie zählt heute zu den größten Jugendsport betreibenden Vereinen. 
Auch Erfolge bei nationalen und internationalen Meisterschaften in verschiedenen Sportarten sind zu verzeichnen. So erreichten die Rundgewichts-Jongleure 1963 den Deutschen Meistertitel. Im Gewichtheben errangen Pfungstädter Sportler wie Jörg Bauer, Reinhold Gnirk und Beytullah Cakirer deutsche Meistertitel. Im Jahr 2006 kämpfte die Mannschaft in der 2. Bundesliga. 
Eine der erfolgreichsten Abteilung der FTG Pfungstadt ist die Sportakrobatik. Sie hat eine beeindruckende Geschichte voller Erfolge und Engagement. Seit den frühen Jahren, als Johannes Thomas und Philipp Büchler die Turnabteilung aufbauten, hat sich die Sportakrobatik kontinuierlich weiterentwickelt. Mit Valentin Kirsch und Fritz Milius begann 1957 eine vielversprechende Ära, die zur Teilnahme an Hessischen Meisterschaften führte, wo die „3 und 4 ATUS“ 1961 auf Anhieb Hessenmeister wurden. Die „6 ATUS“ errangen 1966 den Deutschen Meistertitel, während die „5 ATUS“ am gleichen Tag die Bronzemedaille gewannen. International erreichten die „4 Herwodies“ 1976 bei den Weltmeisterschaften den vierten Platz und gewannen 1981 beim Weltcup in der Schweiz eine Bronzemedaille. Auch nach 2000 erzielte die Abteilung zahlreiche Erfolge bei deutschen Meisterschaften und internationalen Wettbewerben. Die hervorragende Jugendarbeit wurde zweimal mit dem „Grünen Band“ des Deutschen Sportbundes ausgezeichnet, was die kontinuierliche Leistung und das hohe Niveau der Abteilung unterstreicht. Diese Erfolge zeigen das Engagement und die herausragende Leistung der Sportakrobatik-Abteilung der FTG Pfungstadt, die sowohl national als auch international beeindruckende Ergebnisse erzielt hat.   
Seit der im Jahr 2004 gegründete Cheerleading-Abteilung, die FTG Allstars, erfreut die FTG Pfungstadt sich weiterer sportlicher Erfolge. Sie errang mit ihrem Team aus Männern und Frauen (Teamname „Bullets“, ehemalig „Wildcheer“) von 2006 bis 2010 und 2012 bis 2015 den deutschen Meistertitel. Beste Platzierung bei den Weltmeisterschaften (The Worlds) in Orlando, Florida war Platz fünf im Nations Cup 2009. Nach dem ersten EM-Titel 2007 wurden die „Bullets“ 2012, 2013 und 2015 erneut Europameister. Die Jugendmannschaft „Pumas“ erreichte 2012 jeweils den zweiten Platz bei den deutschen und den Europameisterschaften. Im Jahr 2013 und 2014 gewannen sie den deutschen Meistertitel.  
Im Unterwasser-Rugby gelang zur Saison 2005/06 der erstmalige Aufstieg in die 2. Bundesliga Süd.